# Сірторі
Сірторі (італ. Sirtori) — муніципалітет в Італії, у регіоні Ломбардія, провінція Лекко.
Сірторі розташоване на відстані близько 500 км на північний захід від Рима, 33 км на північ від Мілана, 14 км на південь від Лекко.
Населення — 2870 осіб (2014).
Щорічний фестиваль відбувається 12 липня. Покровитель — Nabore e Felice.

## Демографія
Населення за роками:

Станом на 1 січня 2023 року в муніципалітеті офіційно проживали 224 іноземці з 29 країн, серед них 25 громадян країн Євросоюзу та 11 громадян України.

## Сусідні муніципалітети
- Барцаго
- Барцано
- Кастелло-ді-Бріанца
- Міссалья
- Ла-Валетта-Бріанца
- Вігано